# ブラック川 (オハイオ州)

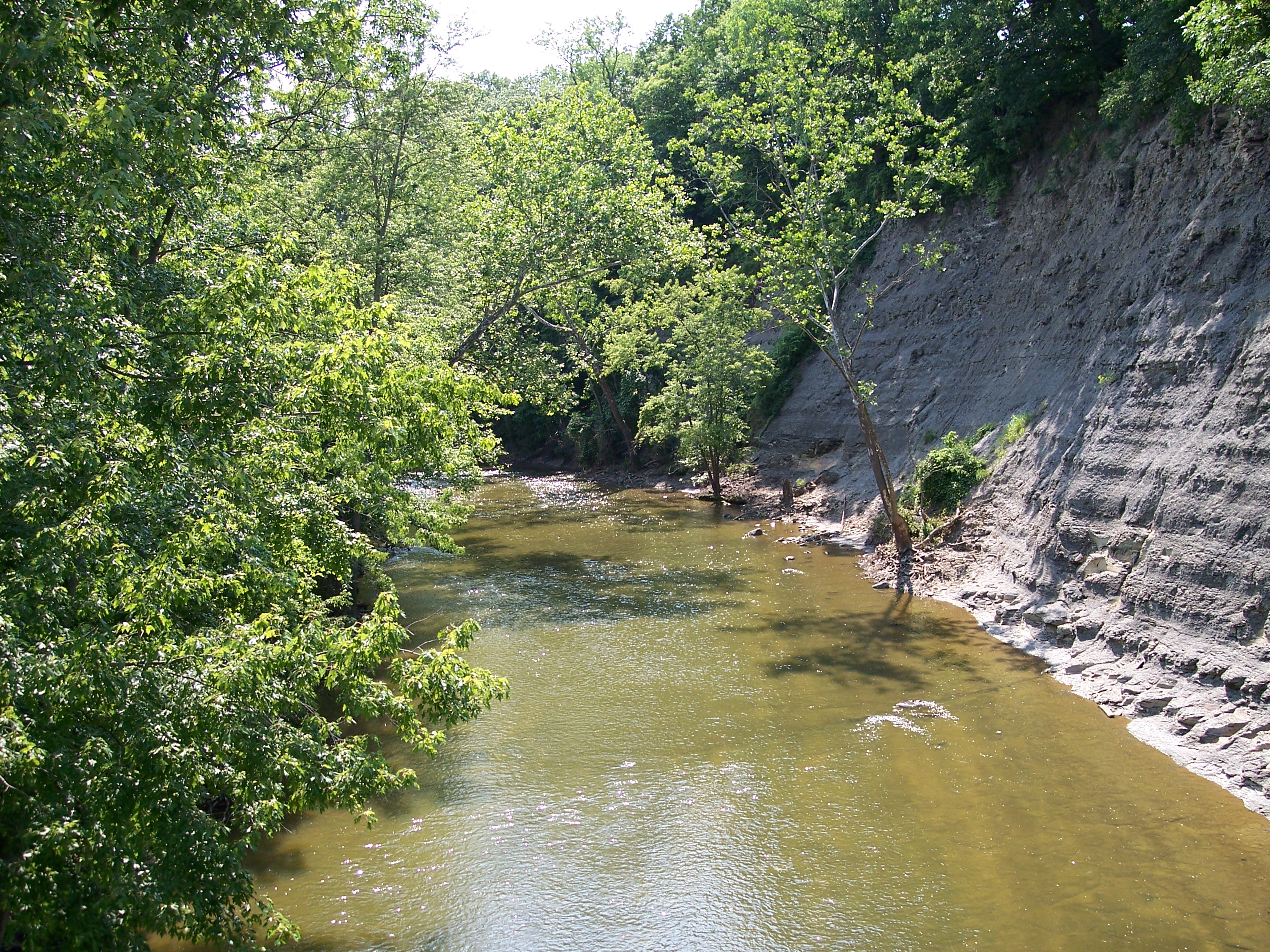
ロレイン郡メトロパークによって「ブラック川保護区 (Black River Reservation)」に指定されている、エリリアにある、ブラック川沿いの頁岩の崖。

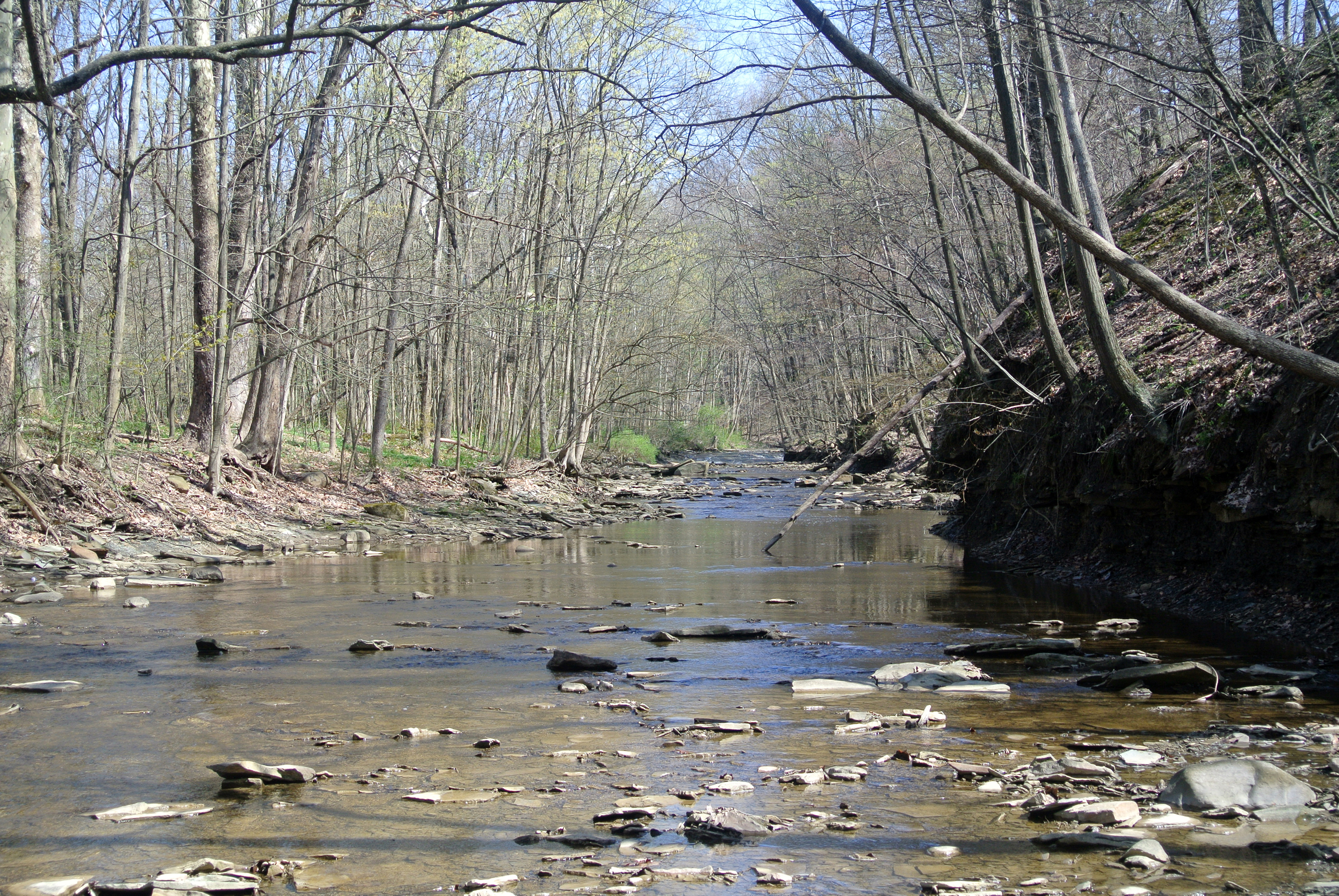
オハイオ州ロダイを流れる、ブラック川の「イースト・フォーク (East Fork)」。

ブラック川（ブラックがわ、英語: Black River）は、アメリカ合衆国オハイオ州北部を流れ、エリー湖に流れ込む、全長12マイル (19 km)の川。エリー湖から先は、ナイアガラ滝とオンタリオ湖を経て流れ、やがて大西洋に至るセントローレンス川の流域の一部を成している。ブラック川の流域面積は、470平方マイル (1,217km) に及ぶ。
地名情報システム (GNIS) によれば、ブラック川は、かつては「カネサドゥーハリー川」とか「リヴィエール・アン・グリュ (Riviere en Grys)」（フランス語で「グリュ川」の意）と呼ばれていたとされている。しかし、これら二つの歴史的名称は、実際にはブラック川ではなく、近傍の別の川を指した名称であった。

## 流路
ブラック川は、エリリアで東西ふたつの支流が合流して本流が形成される。
- 東支流、イースト・ブランチ・ブラック川 (East Branch Black River) は[7]、メダイナ郡北西部でふたつの短い支流イースト・フォーク・ブラック川 (East Fork Black River) [8]、ウェスト・フォーク・イースト・ブランチ・ブラック川 (West Fork East Branch Black River) が合流して成立する[9]。イースト・フォーク（イースト・フォーク・ブラック川）は、まず南へ流れ、ロダイ（英語版）を過ぎてから北西へ転じるが、ウェスト・フォーク（ウェスト・フォーク・イースト・ブランチ・ブラック川）はアシュランド郡北東部に発し、概ね東流してメダイナ郡へ入り、両者はロダイの北西およそ1マイル (2km) の位置で合流してイースト・ブランチ（イースト・フォーク・ブラック川）となり、概ね北へ流れてロレイン郡に入り、グラフトン（英語版）を通る[10]。流域面積は、222平方マイル (575km2) である[4]。
- 西支流、ウェスト・ブランチ・ブラック川 (West Branch Black River) は[11]、全長およそ30マイル (48km) で[3]、アシュランド郡北部に発し、概ね北東に流れてロレイン郡に入り、ロチェスター（英語版）を通る[10]。流域面積は、174平方マイル (451km2) である[4]。

エリリアで合流したブラック川は、概ね北へ流れ、シェフィールドを通ってロレインに至り、エリー湖に注ぐ（北緯41度28分20秒 西経82度10分58秒 / 北緯41.472131度 西経82.182886度）。河口は、ロレインの港の停泊地の一部となっている。

## 名称と歴史

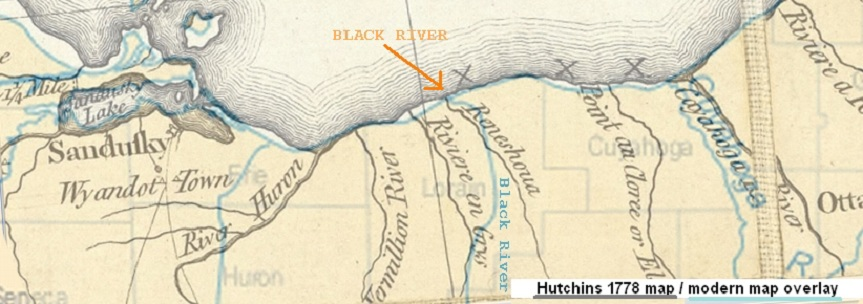
1778年の地図に記載された「レネシュア川」。

- 18世紀、フランスやイギリスの探検家たちの間で、ブラック川は「レネシュア川 (Reneshoua River)」として知られ、ラ・キュリエール川 (la Riviere de la Cuiliere) とも称されていた。こうした名称の由来ははっきりしていないが、「キュリエール (Cuilliere)」は、1760年頃にエリー湖沿岸の各地で頻繁に活動していたフランス人の毛皮商人の名でもあった。この川は、カヤホガ川河口以西で何マイルにもわたって、小さな船でさえ上陸できる浜もなく、よじ登りようもないほど高く急峻な崖 (the cliffs) が続くエリー湖南岸で、崖の西端に位置する最も安全な停泊地として、初期のヨーロッパ人入植者たちの間ではよく知られていた。
- 1787年、モラヴィア兄弟団の宣教師デイヴィッド・ザイスベルガー（英語版）が、キリスト教に改宗したネイティブ・アメリカンの一団を率いて、カヤホガ川沿いにあった彼らの居留地を出発し、おそらくはブラック川をエリー湖から5-6マイル (8-10km) 遡ったあたりに新たな居留地を設けようとした。しかし、到着からわずか12日後、この一団は入植先の地元の部族から、いずれは「白人」入植者たちが来るのは必至だから、ここには入植しない方がいい、と警告され、ヒューロン川（英語版）沿いの、後のオハイオ州マイランに移った。（ザイスベルガーは、この一時的に滞在した川の名を記しておらず、それがカヤホガ川からヒューロン川への行程の中程 (halfway between) にあったとだけ記している。）
- ブラック川には、印象的な滝が2ヶ所、エリリアにあるが、これらの滝は19世紀の歴史家たちによって、1756年にジェームズ・スミス（英語版）がネイティブ・アメリカンたちとともに生活していたカネサドゥーハリー川のものとされた。しかし、スミスがカネサドゥーハリー川として言及していたのは、実際にはヒューロン川であり、先住民たちの呼称は、他のヨーロッパ人入植者たちによって「グアハダフリ (Guahadahuri)」とも記された。「カネサドゥーハリー (Canesadooharie)」と記した唯一の原典資料は、ネイティブ・アメリカンたちに捕らえられてサンダスキー湾（英語版）近くで彼らと生活することになったジェームズ・スミス大佐が書き記した、「カネサドゥーハリー」川の滝を訪れたとする記述である。これを踏まえて、19世紀の歴史家たちは、スミスの言及している滝は現在のオハイオ州エリリアにある滝のことであろうと考えた。さらに別の歴史家は、「カネサドゥーハリー」とは「黒い真珠 (black pearl)」という意味であろうと推測したり、よりロマンティックに「黒い真珠を連ねたひも (string of black pearls)」と考え、この「カネサドゥーハリー」とはブラック川のことに相違ないと結論づけた。こうした古い時代の推論は、その後「事実」として扱われるようになったが、遺憾ながらこれは不正確であった。ジェームズ・スミスが記述した滝は、「12から15フィートの落差があり、垂直に近い (12 to 15 feet high, and nearly perpendicular)」と記されている。しかし、エリリアにある二つの滝はいずれもそんなに小さな落差ではなく、垂直に「近い」と描写されそうな形状でもない。いずれも落差は40フィートで、完全に垂直な滝である。これらのブラック川の二つの滝は、ごく近い場所にあり、簡単に歩いていける距離にあるが、スミスがそうしたように、その一帯で釣りや狩をしながら数週間過ごせば、誰でももう一つの滝の存在に気づきそうなものである。スミスはまた、「カネサドゥーハリー」が「サンダスキーから8マイルほど東 (about 8 miles east of Sandusky)」とも記しているが、サンダスキー湾の入り口から10マイル東にはヒューロン川があり、さらに「マスキンガム川（英語版）の西支流と噛み合うような配置にある (interlocks with the West Branch of the Muskingum)」とも記されている。これらを踏まえれば、スミスが何週間も滞在する間に目にした「12から15フィートの落差があり、垂直に近い」滝、すなわち高く急峻な沢の急流は、おそらくは源内のオハイオ州ミランの近傍にあったもので、その後の自然な変化によって19世紀半ばには最早その場所が分からなくなっていたのであろうと考えられる。いずれにせよ、1756年にジェームズ・スミスが訪れた場所とは異なっていたとしても、このブラック川の双子の滝は美しく、今日でも訪れるに値する場所となっている[12]。
- GNIS がブラック川の別名としているもう一つの名称「リヴィエール・アン・グリュ (Riviere en Grys)」は[5]、実際には、ブラック川から数マイル西側に位置する、今日のビーバー・クリーク川（英語版）を指していた名称であった[13]。